# Mirovice
Mirovice (en allemand : Mirowitz) est une ville du district de Písek, dans la région de Bohême-du-Sud, en République tchèque. Sa population s'élevait à 1 653 habitants en 2024.

## Géographie
Mirovice se trouve à 26 km au nord-ouest de Písek, à 69 km au nord-ouest de České Budějovice et à 69 km au sud-ouest de Prague.
La commune est limitée par Počaply, Myslín, Nestrašovice et Svojšice au nord, par Chraštice au nord-est, par Zalužany et Horosedly à l'est, par Nerestce au sud-est, par Mišovice au sud, et par Drahenice à l'ouest.

## Histoire
La première mention écrite du village date de 1323.

## Administration
La commune se compose de neuf sections :
- Boješice
- Kakovice
- Mirovice
- Ohař
- Plíškovice
- Ráztely
- Řeteč
- Sochovice
- Touškov

## Transports
Par la route, Mirovice se trouve à 9,5 km de Březnice, à 33,5 km de Písek, à 88 km de České Budějovice et à 99 km de Prague.

## Jumelage
- Bätterkinden (Suisse)